# Titteri
 (novembre 2010).
Si vous disposez d'ouvrages ou d'articles de référence ou si vous connaissez des sites web de qualité traitant du thème abordé ici, merci de compléter l'article en donnant les références utiles à sa vérifiabilité et en les liant à la section « Notes et références ».

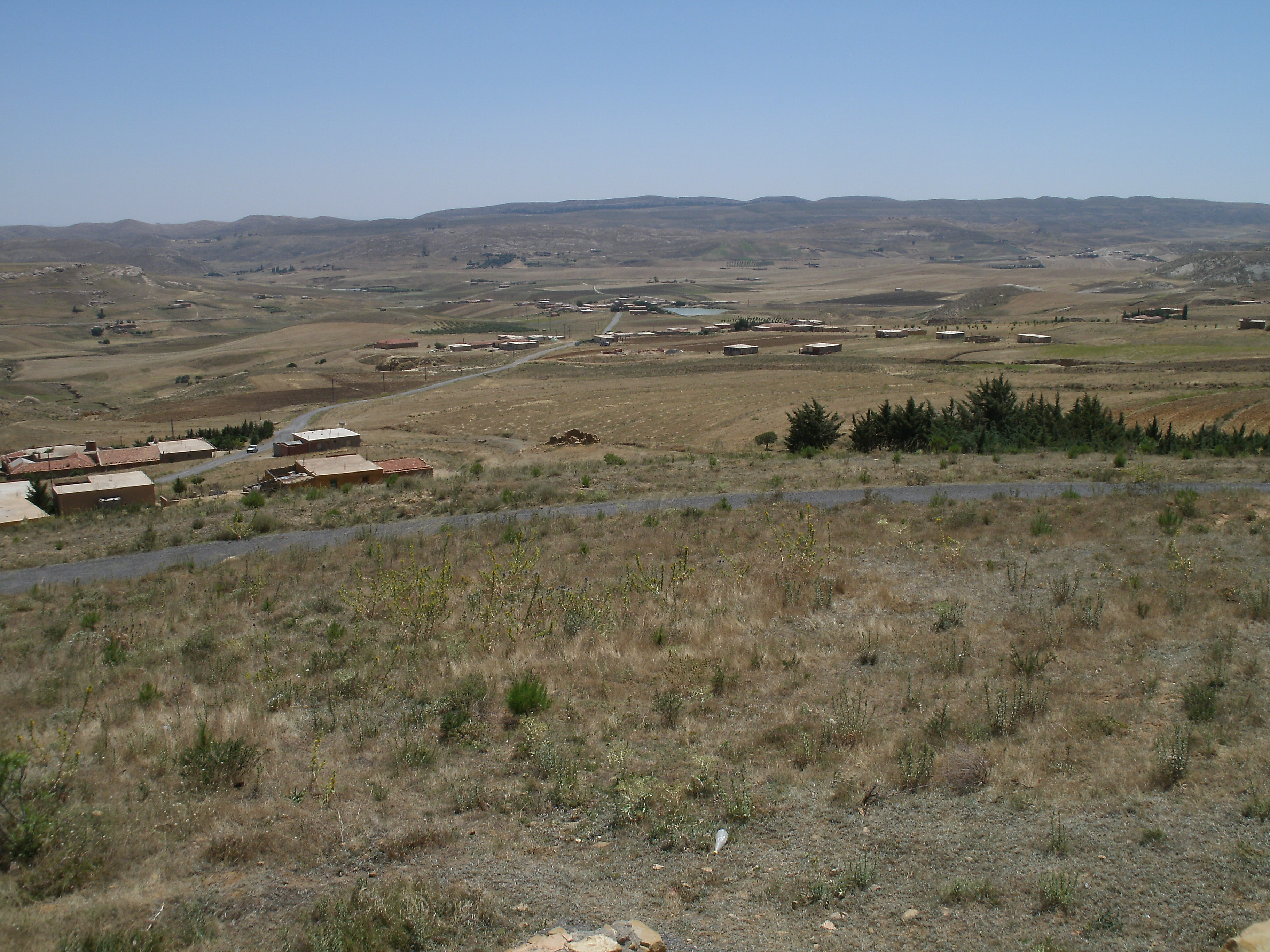
Le Titteri près d'Achir

Le Titteri est une région montagneuse d'Algérie dont le chef-lieu est Médéa. 
Un des trois beylicats de la régence d'Alger portait le nom de « beylik du Titteri ».

## Toponymie
« Titteri » est un toponyme amazigh. Il semble être composé de "Tiṭ" (œil, source) et "Itri" (étoile). 

## Géographie
Le Titteri est une région montagneuse de Tell qui englobe : la wilaya de Médéa, le sud des wilayas de Blida et Tipaza, une grande partie de la wilaya d'Aïn Defla et l'ouest de la wilaya de Bouira. 
Il constitue l'extension voire l'extrémité orientale du massif de l'Ouarsenis. Il est délimité par les monts Djurdjura et Bibans à l'est, par les monts du Sahel algérois et l'Atlas blidéen au nord, les monts de Dahra à l'ouest, par l'Ouarsenis dans l'extrémité sud-ouest et l'Hodna et les Hauts Plateaux au sud. 
Les monts du Titteri englobent le centre et le sud de la wilaya de Médéa, l'extrémité est de la wilaya d'Aïn Defla au niveau de Oued Chorfa, Aïn Lechiekh, Birboucheet le sud de  Djendel et Aïn Soltane et aussi l'extrémité ouest de la wilaya de Bouira au niveau de Dechmia, Raouraoua, Bir Ghbalou, Dirrah et Sour El Ghozlane

## Histoire
Sous l'Haut-Empire romain, la région était habitée par une tribu maure, ancêtre des Sanhadja. Elle disposait au IIe siècle d'une ville : oppidum Vsinazense, fondée par les empereurs sévériens. Vers 484, un évêché chrétien avait son siège à Vsinaza (Saneg). 
Au Moyen Âge, la région devient le bastion des Sanhadja du Maghreb central et de la dynastie des Zirides, elle était alors le domaine de la tribu des Talkata.
Le bey du Titteri, institué en 1548, est vassal, comme les beys d'Oran et de Constantine, du dey d'Alger. Le dernier bey, Mostéfa Boumezrag, le dirige de 1819 à 1830, date de l’arrivée des Français à Alger. 
Après les  traités Desmichels (1834) et de Tafna (1837), le Titteri est le centre géographique de l'émirat qu'Abd el-Kader dirige jusqu'en 1847.